# زیا (خواننده)
پارک جی هه (کره‌ای: 박지혜؛ زادهٔ ۲۱ ژوئیه ۱۹۸۶) که با نام هنری زیا (انگلیسی: Zia) شناخته می‌شود، خواننده اهل کره جنوبی است.